# Zuave des Pont de l’Alma

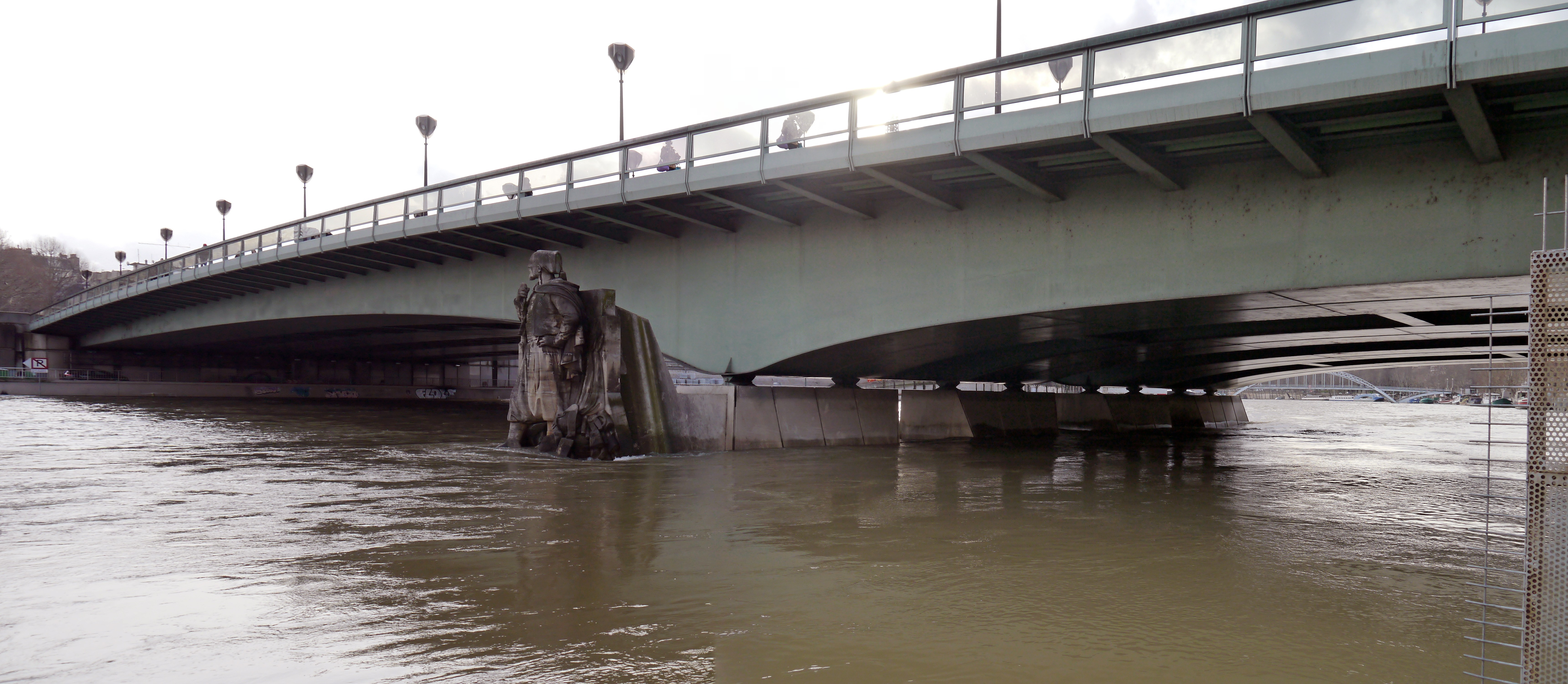
Brücke und Zuave

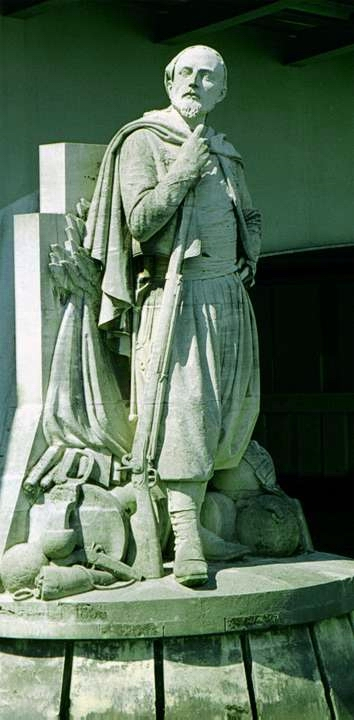
Skulptur

Der Zuave des Pont de l’Alma ist die Skulptur eines Zuaven an der Seinebrücke Pont de l’Alma in der französischen Hauptstadt Paris. Die Brücke befindet sich im Westen der Stadt, zwischen dem 8. und dem 16. Arrondissement.

## Geschichte
Die circa 5,20 m hohe und acht Tonnen schwere Skulptur wurde von Georges Diebolt geschaffen. Sie ist eine von ehemals vier Skulpturen, die sich an den Strompfeilern der ursprünglichen, im Jahr 1856 von Napoleon III. eingeweihten Bogenbrücke befanden und die Soldaten der Truppenteile darstellten, die am Krimkrieg (1853–1856) teilgenommen hatten. Der sich auf sein Gewehr stützende Zuave ist in der typischen Uniform mit Fes, kurzer Weste, Schulterüberwurf und Pluderhosen dargestellt. Hinter ihm befinden sich Fahnen und zu seinen Füßen liegen weitere Trophäen.
Die Bogenbrücke wurde in den Jahren 1970 bis 1974 erneuert; dabei wurden die drei anderen Skulpturen umgesetzt.

## Hochwassermarke
Die Zuaven-Figur galt bei der Bevölkerung als inoffizielle Hochwassermarke. Wenn das Seinewasser ihre Füße erreichte, wurden die Uferwege gesperrt, wenn es bis zu ihren Hüften stand, war der Fluss nicht mehr schiffbar. Beim Seinehochwasser 1910 reichte ihr das Wasser bis zum Hals.
Wegen der laufenden Setzungen der Brücke konnte der Zuave schon damals nicht als offizieller Pegel dienen, der sich am Pont de la Tournelle (seit 1876 Pont d’Austerlitz) befindet. Nach seiner Umsetzung an den Pfeiler der neuen Brücke steht er deutlich höher als früher, so dass die Wasserstände nicht mehr vergleichbar sind.

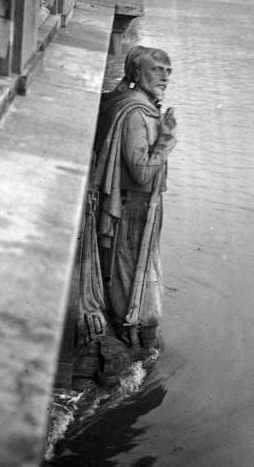
Hochwasser 1912
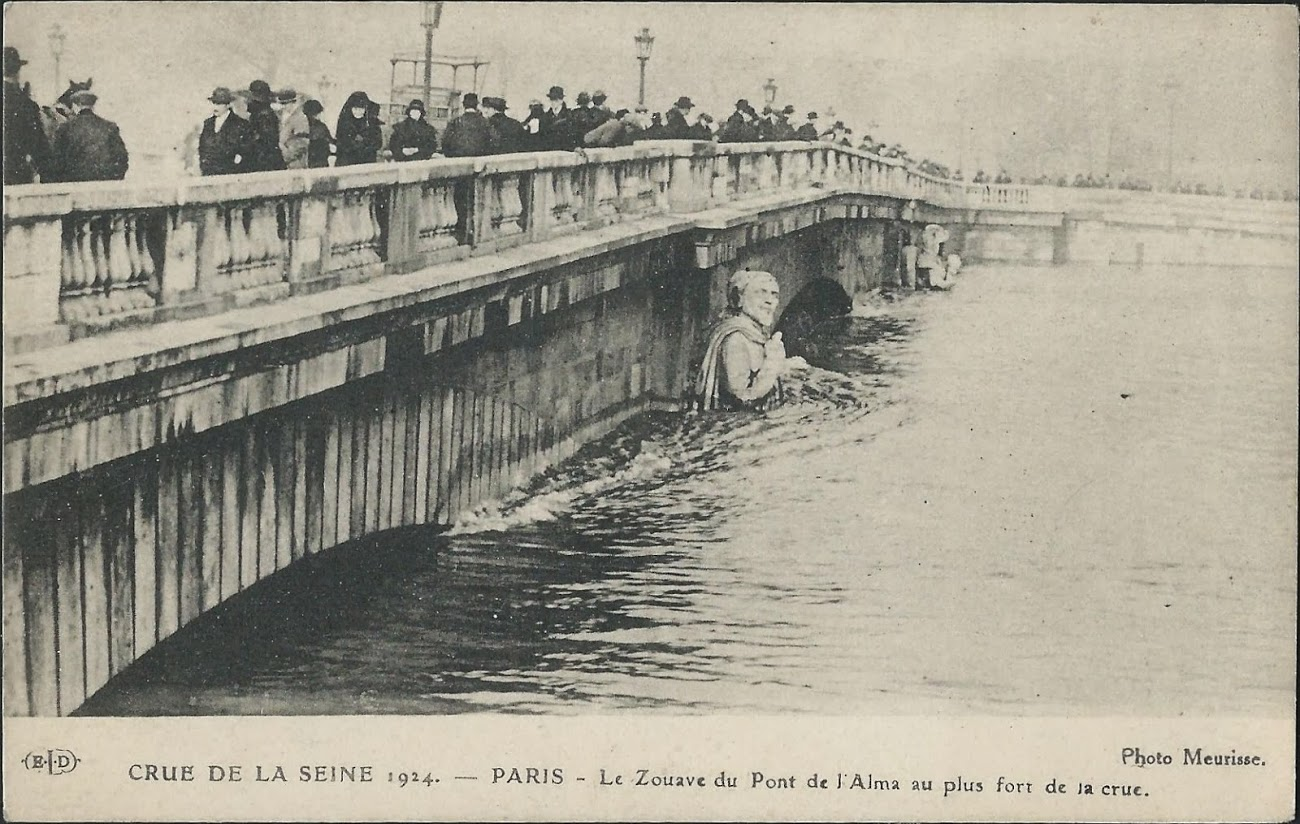
Hochwasser 1924
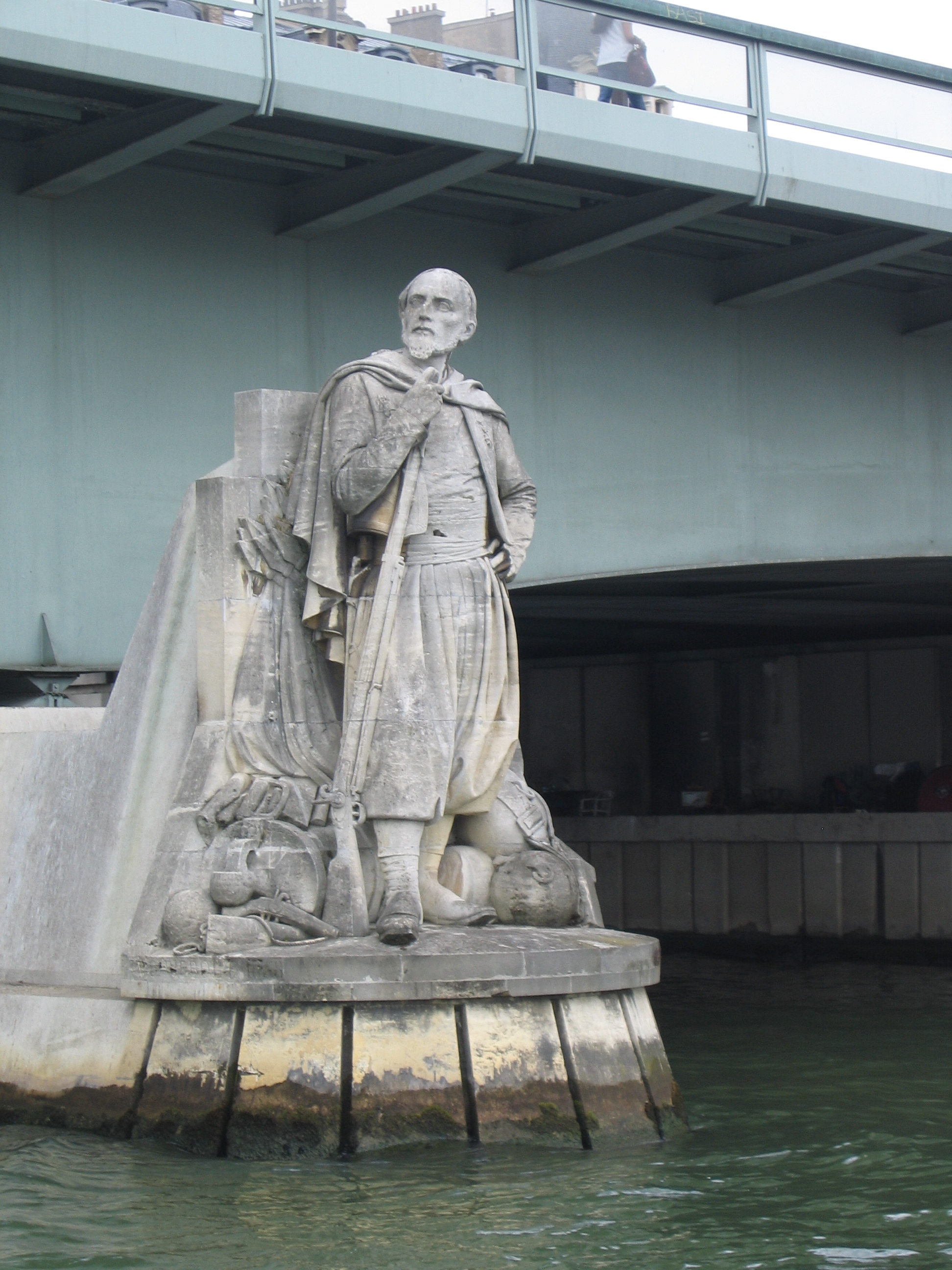
2006
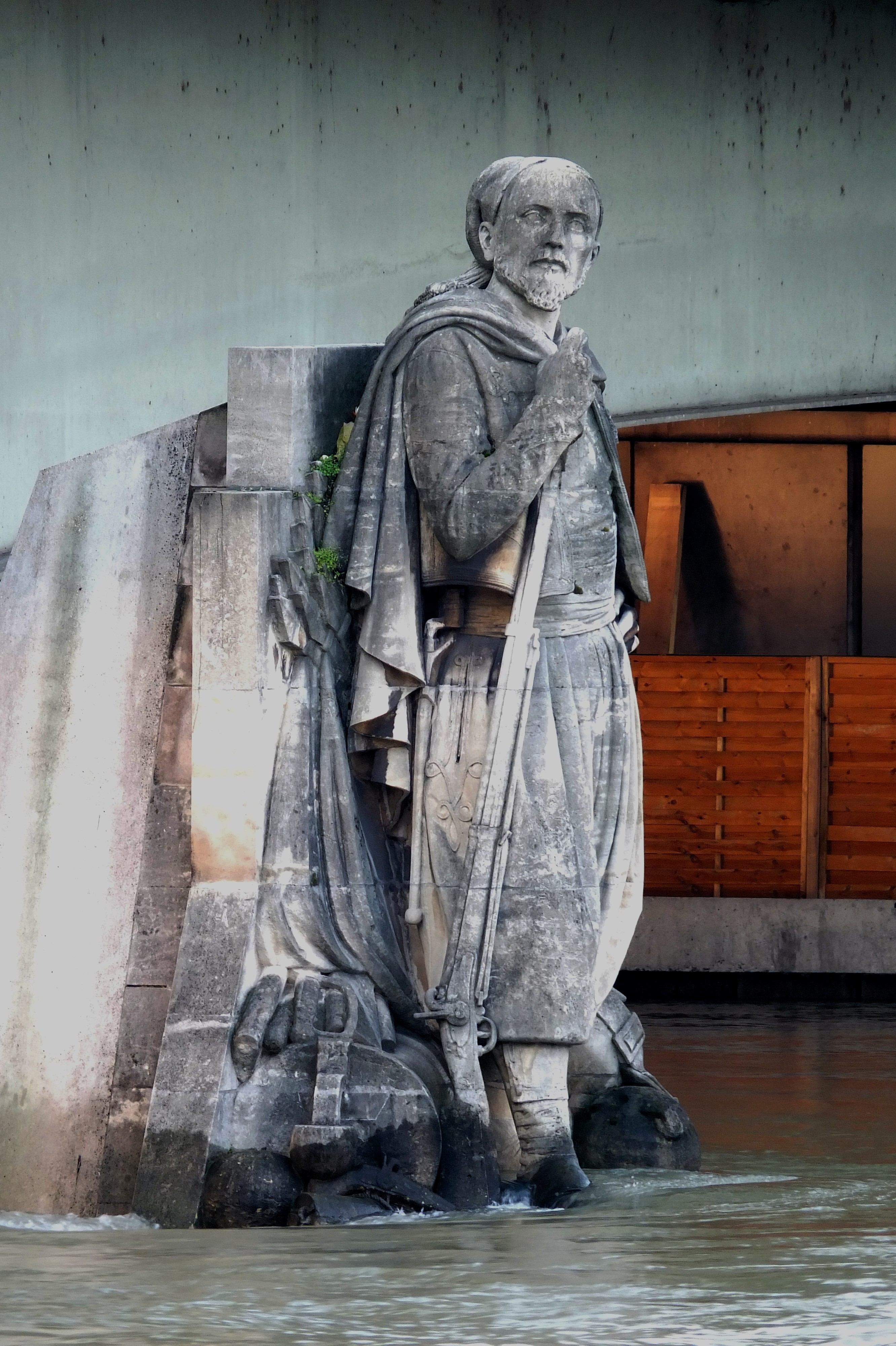
Februar 2013
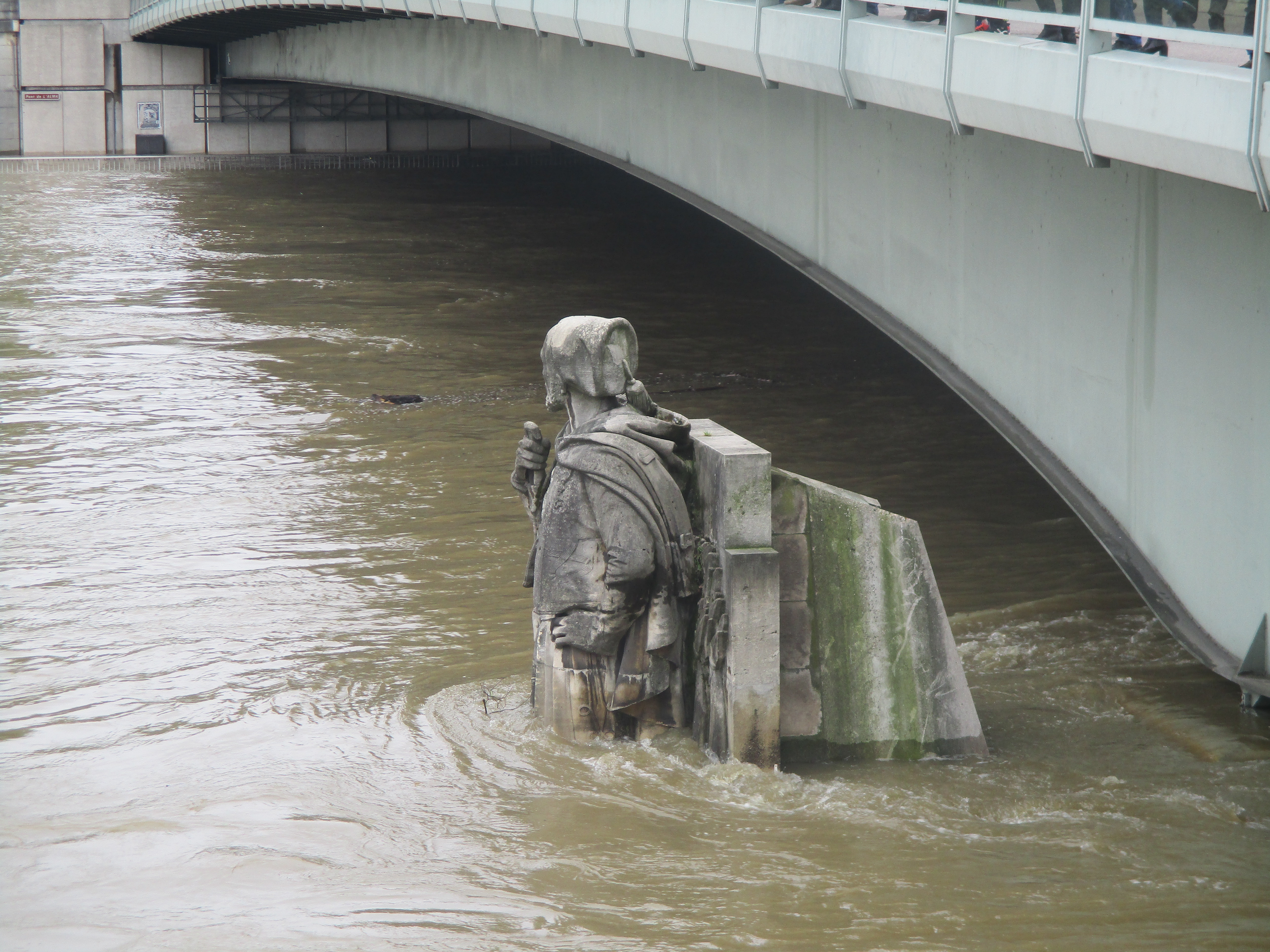
Juni 2016

## Trivia
Serge Reggiani in Le Zouave du Pont de l’Alma, Ray Ventura in Ça vaut mieux que d’attraper la scarlatine und Georges Brassens in Les Ricochets nahmen den Zuaven als Motiv für ihre Lieder.
Roger Bordier veröffentlichte im Jahr 2001 einen Roman mit dem Titel Le Zouave du pont de l’Alma.